# Melanophryniscus simplex
Melanophryniscus simplex es una especie de anfibios de la familia Bufonidae.
Es endémica de Brasil.
Su hábitat natural incluye praderas tropicales o subtropicales a gran altitud, ríos, lagos intermitentes de agua dulce y marismas de agua dulce.
Está amenazada de extinción.